# Distretto di Nong Chang
Il distretto di Nong Chang (in thailandese: หนองฉาง) è un distretto (amphoe) della Thailandia, situato nella provincia di Uthai Thani.